# Laisha Wilkins
Laisha Wilkins Pérez (Mexikóváros, Mexikó, 1976. május 18.) mexikói színésznő, műsorvezető.

## Élete és pályafutása
Federico Wilkinsnek, a Televisa producerének, és Susana Pereznek a lánya. Laisha eredetileg műsorvezető, különböző könnyűzenei műsorok házigazdája volt. 1997-ben debütált a Mi generación című sorozatban. Kisebb epizódszerepek után 1998-ban megkapta a Soñadoras – Szerelmes álmodozók egyik főszerepét, Emilia Gonazálezt. Ezután még több sorozatban is játszott, például a Barátok és szerelmekben, illetve az Első szerelemben. Mivel a Soñadoras után a Barátok és szerelmek is nagy sikert aratott Mexikóban, Laisha keresett színésznő lett. 2007 óta a Metrópolis című beszélgetős műsor műsorvezetője.

## Filmográfia

### Filmjei
- Siganme los buenos (2000)
- Los grandes de Acapulco (2004)
- Mejor es que Gabriela no se muera (2007)
- Ángel caído (2010)
- Contratiempo (2011)
- The Zwickys (2014)

### Televíziós sorozatok
- La candidata (2016–2017) – Lorena
- Ana három arca (2016–2017) – Jennifer (Magyar hang: Mezei Kitty)
- Que te perdone Dios (2015) – Ximena Negrete / Daniela Negrete
- Mentir para vivir (2013) – Inés Valdivia Aresti
- A végzet hatalma (2011) – María Paz 'Maripaz' Lomelí Curiel (Magyar hang: Balsai Móni)
- Vad szív (2009) – Constanza de Montes de Oca (Magyar hang: Zborovszky Andrea)
- Un gancho al corazón (2008–2009) – Constanza Lerdo
- Mujeres asesinas (2008) – Teniente Álvarez
- La fea más bella (2006–2007) – Carmina Muñoz
- Don Francisco presenta (2003)
- Bajo la misma piel (2003) – Paula Beltrán Ortiz
- Mujer, casos de la vida real (2000–2002)
- Első szerelem (Primer amor... a mil por hora) (2001) – Tamara
- Barátok és szerelmek (Locura de amor) (2000) – Rebeca Becerril (Magyar hang: Solecki Janka)
- Soñadoras – Szerelmes álmodozók (1998) – Emilia González (Magyar hang: Solecki Janka)
- Mi generación (1997)
- Mi pequeña traviesa (1997)

## Fordítás
- Ez a szócikk részben vagy egészben  a   Laisha Wilkins című angol Wikipédia-szócikk fordításán alapul.  Az eredeti cikk szerkesztőit annak laptörténete sorolja fel. Ez a jelzés csupán a megfogalmazás eredetét és a szerzői jogokat jelzi, nem szolgál a cikkben szereplő információk forrásmegjelöléseként.